# Ute Cremer
Ute Cremer (* 1952 in Frankfurt am Main) ist eine deutsche Schauspielerin.

## Leben und Wirken
Ute Cremer erlernte ihren Beruf an der Hochschule für Musik und Darstellende Kunst in ihrer Geburtsstadt Frankfurt. Bereits während ihres Studiums bekam sie erste Rollen im Fernsehen, wie z. B. im Tatort oder der bekannten Serie Ein Herz und eine Seele.
In den 1980er Jahren bekam sie vermehrt Angebote für Film- und Fernsehproduktionen, wo vor allem der Film Der Tod des Empedokles und seit den 1990er Jahren Serien wie Die zweite Heimat – Chronik einer Jugend und Samt und Seide zu nennen sind. Zuletzt war sie in der Rolle der Anna in Eine Liebe am Gardasee zu sehen.
Ute Cremer war ab 1997 mit dem Politiker Rainer Barzel verheiratet.

## Filmografie (Auswahl)
- 1973: Tatort: Cherchez la femme oder Die Geister vom Mummelsee (Fernsehreihe)
- 1973: Mein Onkel Benjamin (Fernsehfilm)
- 1974: Ein Herz und eine Seele (Fernsehserie, Folge Der Ofen ist aus)
- 1980: Im Herzen des Hurrican
- 1982: Weggehen um anzukommen
- 1982: Der Tod in der Waschstraße
- 1982: Der Alte (Fernsehserie, Folge Eine Frau ist verschwunden)
- 1983: Ente oder Trente
- 1983: White Star
- 1984: Die Zukunft heißt Frau
- 1986: Die Klugscheißer (Detective School Dropouts)
- 1987: Der Tod des Empedokles
- 1989: Laura und Luis (Fernseh-Miniserie, Folge 5)
- 1992: Die zweite Heimat – Chronik einer Jugend (Fernseh-Miniserie)
- 1992: Du bringst mich noch um
- 1994: Die Kommissarin (Fernsehserie, Folge Schatten der Vergangenheit)
- 1994: Der König (Fernsehserie, Folge Der Schatz im Henkerturm)
- 1995: Svens Geheimnis (Fernsehfilm)
- 1996: Die Wache (Fernsehserie, Folge Bodyguards)
- 1996: Jenseits der Stille
- 1999, 2006: Siska (Fernsehserie, 2 Folgen)
- 2000: Samt und Seide (Fernsehserie, eine Folge)
- 2001: Vera Brühne (Fernsehfilm)
- 2003: Ein Banker zum Verlieben (Fernsehfilm)
- 2004: Heimat 3 – Chronik einer Zeitenwende (Fernseh-Miniserie)
- 2006: Eine Liebe am Gardasee (Fernsehserie, 15 Folgen)
- 2008: Die Rosenheim-Cops (Fernsehserie, Folge Zu Tode geprobt)
- 2017: Replace